# Euskelia
Euskelia — підряд викопних земноводних ряду Темноспондили (Temnospondyli), що існував протягом карбону-пермі, 310–249 млн років тому.

## Класифікація
- 'Підряд Euskelia'
  - Надродина Dissorophoidea
    - Родина Micromelerpetontidae
    - Родина Trematopsidae
    - Родина Amphibamidae
    - Родина Dissorophidae
    - Родина Doleserpetontidae

  - Надродина Eryopoidea
    - Родина Zatracheidae
    - Родина Eryopidae